# Teru
Teru is een bestuurslaag in het regentschap Bangka Tengah van de provincie Bangka-Belitung, Indonesië. Teru telt 2403 inwoners (volkstelling 2010).